# ولادیسلاو پودکووینسکی
ولادیسلاو پودکووینسکی (انگلیسی: Władysław Podkowiński؛ ۴ فوریه ۱۸۶۶ – ۵ ژانویه ۱۸۹۵ (aged ۲۸)) نقاش اهل لهستان بود. تابلوی دیوانگی یکی از آثار مشهور وی است که به سال ۱۸۹۳ طرح گردید و به عنوان اولین اثر نمادگرایی در هنر لهستان از آن نام برده می‌شود.
تنها چند روز مانده به پایان نمایش نقاشی دیوانگی ، او با چاقو وارد نمایشگاه شد و آن را برید و چند روز بعد در اثر سل درگذشت.

## نگارخانه

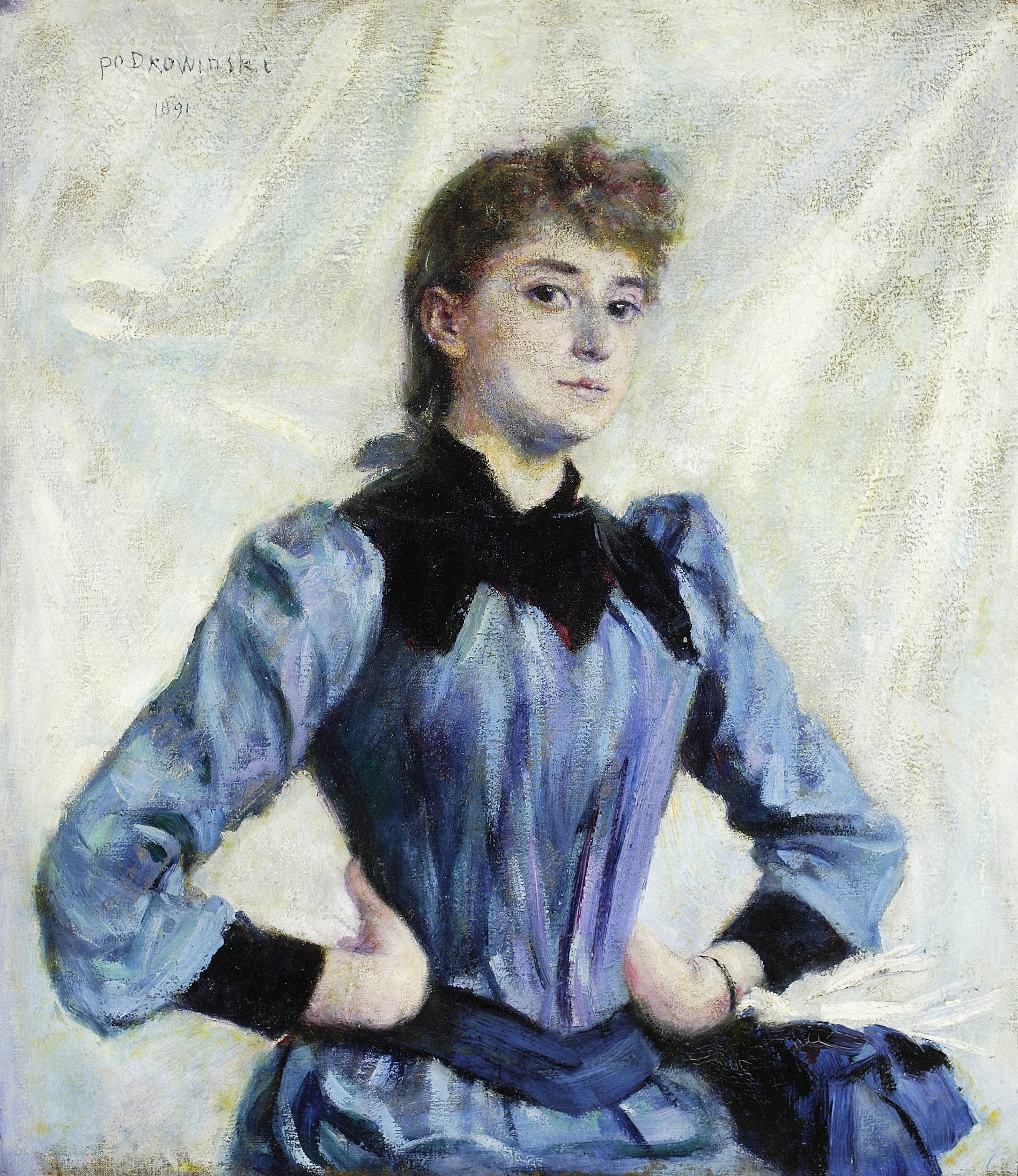
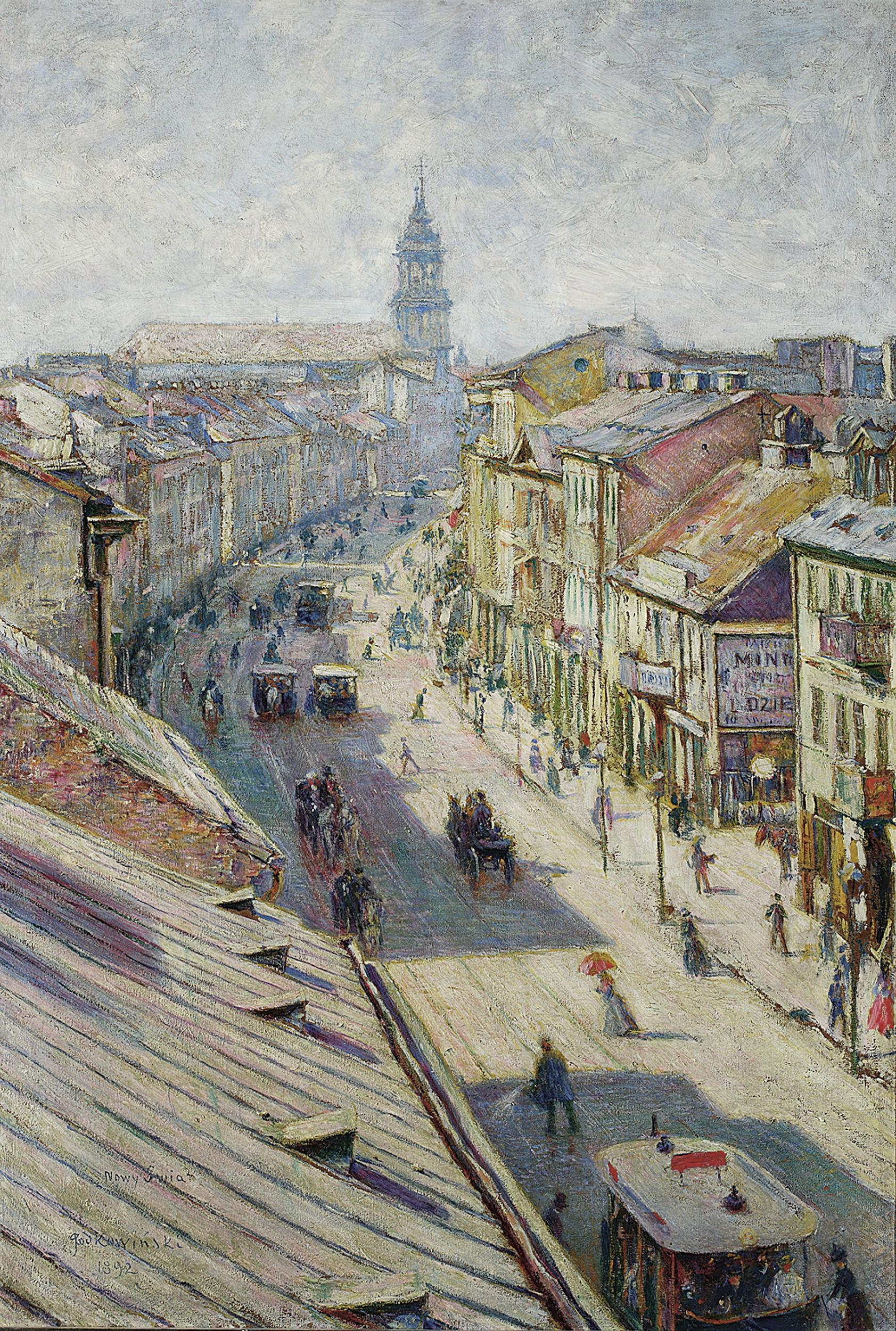
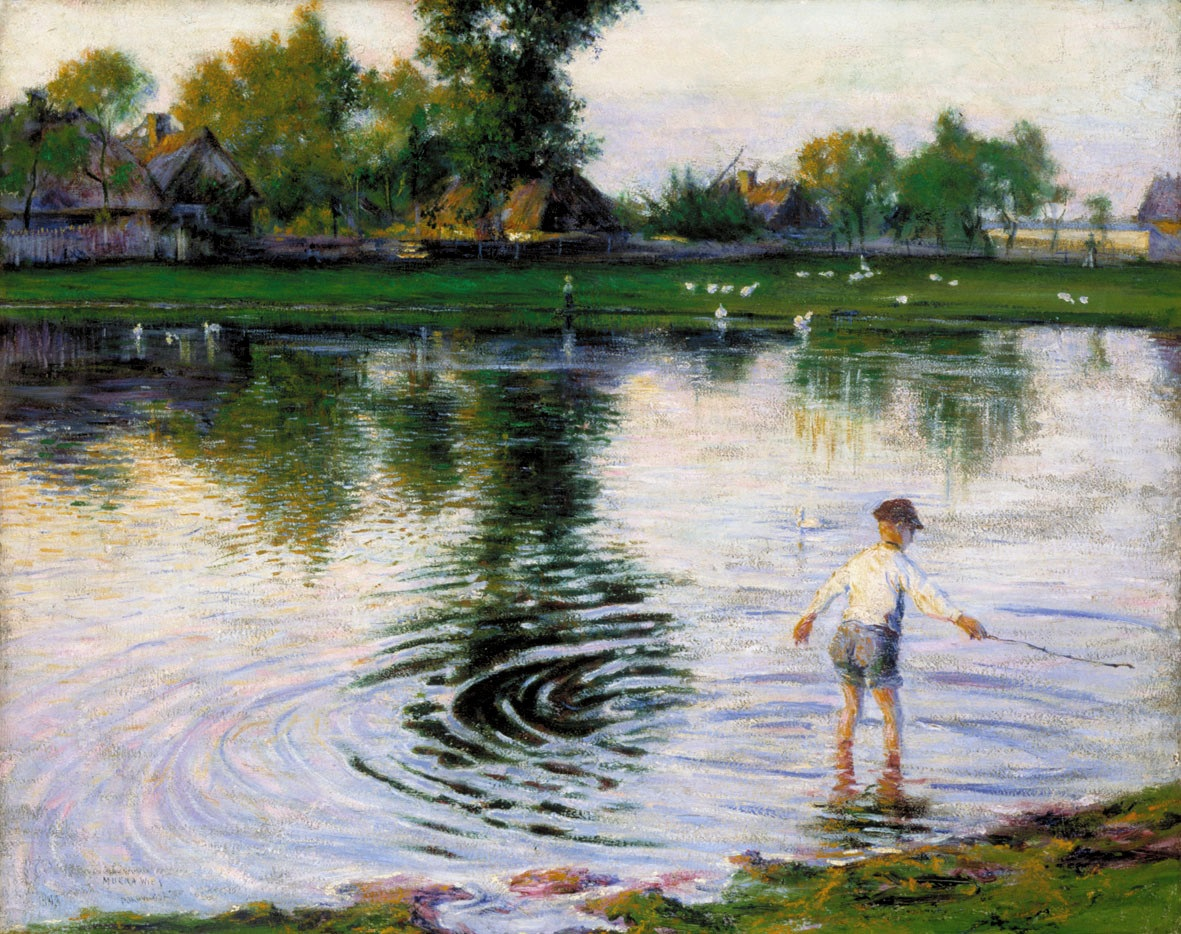
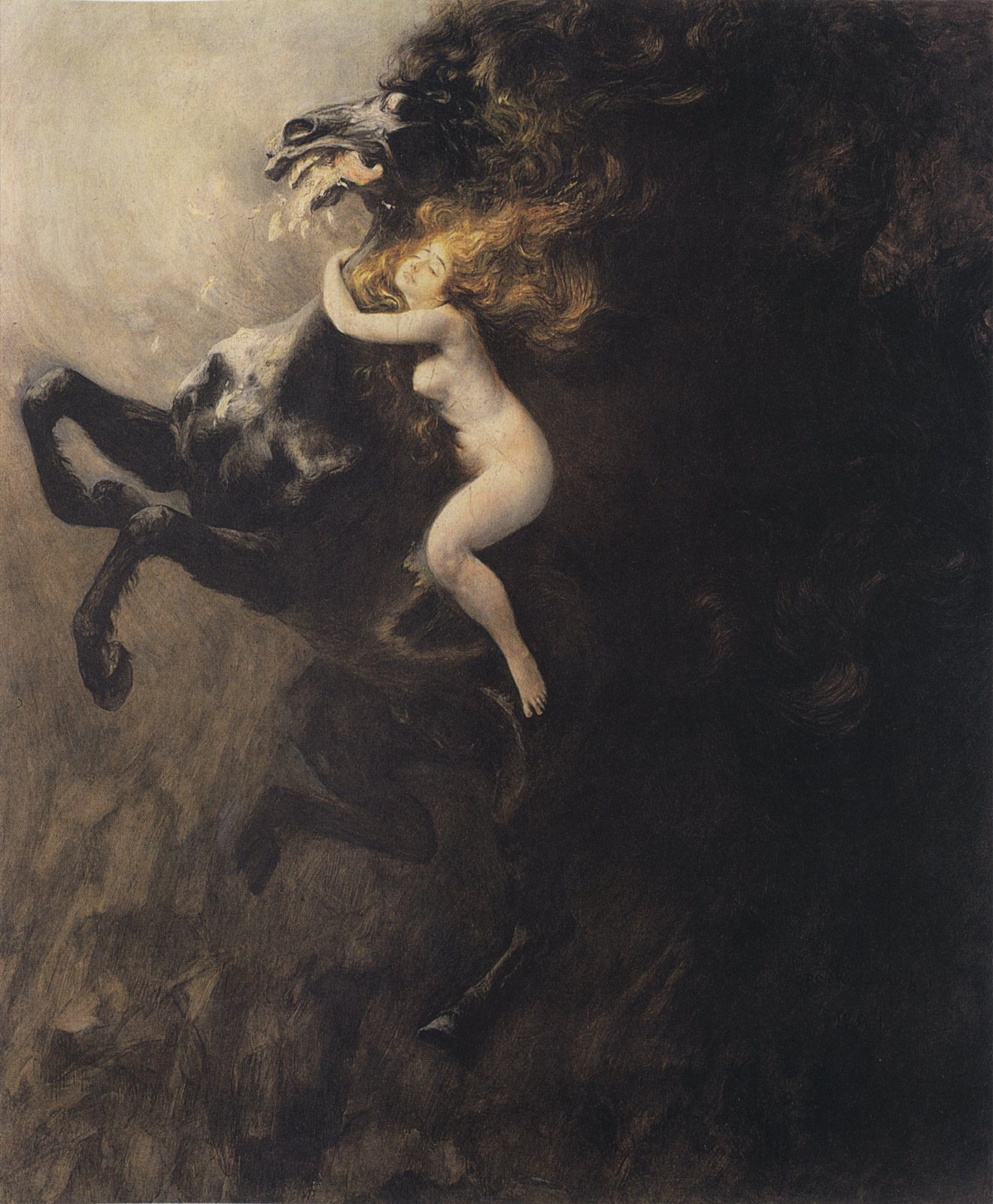